# Famille fou rire
Pour plus de détails, voir Fiche technique et Distribution.
Famille fou rire est un téléfilm de 52 minutes produit pour la télévision par Jean-François Porry, réunissant les personnages de plusieurs sitcoms d'AB Productions. Il s'agit d'un téléfilm crossover qui a été diffusé pour la première fois le 1er janvier 1993 sur TF1, à l'occasion du nouvel an et rediffusé le 1er janvier 2007 sur AB1.

## Présentation
Ce téléfilm de 52 minutes a pour singularité de réunir la plupart des acteurs principaux des sitcoms AB telles que Premiers Baisers, Hélène et les Garçons, Le Miel et les Abeilles et Salut les Musclés, ainsi que les animateurs du Club Dorothée. Il est diffusé deux semaines après le lancement du Miel et les Abeilles, et marque la dernière apparition d'Hervé Noël dans le rôle de Jean-François.

## Synopsis
C'est le jour de l'an. Antoine Garnier (Le Miel et les Abeilles) a décidé d'inviter toute sa famille et les amis à dîner chez lui au lendemain du réveillon. Mais la famille étant nombreuse, il va se retrouver débordé puisque pas moins de 35 invités sont attendus.
En effet, Antoine Garnier est à la fois le père de Lola (Le Miel et les Abeilles) et le beau-frère de Roger Girard (Premiers Baisers) qui a deux filles : Justine (Premiers Baisers) et Hélène (Hélène et les Garçons). 
Roger a également un frère : Framboisier (Salut les Musclés). Framboisier accepte de venir à ce repas avec ses quatre amis musiciens : Les Musclés, sans oublier leur amie Hilguegue. Les Musclés souhaitent chanter leurs meilleurs tubes durant la soirée, mais ils ont besoin d'instruments de musique et demandent donc aux garçons d'Hélène de leur prêter les leurs. 
De plus, les amis des cousines (Lola, Justine et Hélène) apprennent la présence des Musclés à ce repas, ils décident donc tous de s'y rendre en rapportant les fameux instruments de musique chez Antoine. Les Musclés invitent également leur amie Mademoiselle Catherine pour la remercier d'avoir réconcilié leur batteur, Minet, avec sa fiancée Valériane (qui menaçait de le quitter à cause d'une lettre compromettante).
Enfin, la servante d'Antoine, Mélanie (Le Miel et les Abeilles), a préparé le repas pour tout ce monde toute seule. Pour se récompenser, elle décide donc d'inviter elle aussi sa famille, en l'occurrence sa nièce qui n'est autre que Dorothée (Club Dorothée), qui vient elle aussi avec ses amis du Club.
C'est donc une quarantaine de personnes qui vont dîner en famille et entre amis : c'est la famille fou rire.

## Distribution

### L'équipe dePremiers Baisers
- Camille Raymond : Justine Girard
- Fabien Remblier : Jérôme
- Magalie Madison : Annette
- Boris Haguenauer : François
- Julie Caignault : Isabelle
- Christophe Rippert : Luc
- Bruno Le Millin : Roger Girard
- Christine Ever : Suzy
- Stéphanie Ever : Suzon

### L'équipe deHélène et les Garçons
- Hélène Rollès : Hélène Girard
- Patrick Puydebat : Nicolas
- Rochelle Redfield : Johanna
- Sébastien Roch : Christian
- Laly Meignan : Laly
- Sébastien Courivaud : Sébastien
- Laure Guibert : Bénédicte
- Philippe Vasseur : José

### L'équipe duMiel et les Abeilles
- Mallaury Nataf : Lola  Garnier
- Gérard Pinteau : Antoine Garnier
- Brigitte Lazaroo : Anne
- Romain Jouffroy : Édouard
- Éric Millot : Éric
- Olivier Vaillant : Richard
- Hervé Noël : Jean-François
- Annie Savarin : Mélanie

### L'équipe deSalut les Musclés
- Claude Chamboissier : Framboisier
- Bernard Minet : Minet
- Éric Bouad : Eric
- Rémy Sarrazin : Rémy
- René Morizur : René
- Babsie Steger : Hilguegue
- Joyce Châtelier-Brunet : Valériane
- Véronique Moest : Mademoiselle Catherine

### L'équipe duClub Dorothée
- Dorothée : Dorothée
- Ariane Carletti : Ariane
- Jacques Jakubowicz : Jacky
- François Corbier : Corbier
- Patrick Simpson-Jones : Patrick

## Les différents liens de parenté
Chez AB, un personnage d'une sitcom a très souvent un lien de parenté avec un autre personnage d'une autre sitcom ce qui forme, à la longue, une grande famille. Voici un détail des liens de parenté entre les différents personnages présents dans Famille fou rire :
- Roger Girard (Premiers Baisers) :
  - Frère de Framboisier (Salut les Musclés),
  - Père de Justine Girard (personnage récurrent de Salut les Musclés, puis héroïne de Premiers Baisers),
  - Père d'Hélène Girard (personnage récurrent de Premiers Baisers, puis héroïne d'Hélène et les Garçons),
  - Beau-frère d'Antoine Garnier (Le Miel et les Abeilles),
  - Oncle de Lola Garnier (Le Miel et les Abeilles).

- Justine Girard (Premiers Baisers) : 
  - Nièce de Framboisier (Salut les Musclés),
  - Fille de Roger Girard (Premiers Baisers),
  - Sœur d'Hélène Girard (Hélène et les Garçons),
  - Nièce d'Antoine Garnier (Le Miel et les Abeilles),
  - Cousine de Lola Garnier (Le Miel et les Abeilles).

- Hélène Girard (Hélène et les Garçons) :
  - Nièce de Framboisier (Salut les Musclés),
  - Fille de Roger Girard (Premiers Baisers),
  - Sœur de Justine Girard (Premiers Baisers),
  - Nièce d'Antoine Garnier (Le Miel et les Abeilles),
  - Cousine de Lola Garnier (Le Miel et les Abeilles).

- Antoine Garnier (Le Miel et les Abeilles) :
  - Beau-frère de Roger Girard (Premiers Baisers),
  - Oncle de Justine Girard (Premiers Baisers),
  - Oncle d'Hélène Girard (Hélène et les Garçons),
  - Père de Lola Garnier (Le Miel et les Abeilles).

- Lola Garnier (Le Miel et les Abeilles) :
  - Nièce de Roger Girard (Premiers Baisers),
  - Cousine de Justine Girard (Premiers Baisers),
  - Cousine d'Hélène Girard (Hélène et les Garçons),
  - Fille d'Antoine Garnier (Le Miel et les Abeilles).

- Framboisier (Salut les Musclés) :
  - Frère de Roger Girard (Premiers Baisers),
  - Oncle de Justine Girard (Premiers Baisers),
  - Oncle d'Hélène Girard (Hélène et les Garçons).

Il est également expliqué, au détour d'une réplique, qu'Antoine Garnier a un oncle en commun avec Framboisier (et donc logiquement, avec le frère de ce dernier, Roger).

## Anecdotes
- Bien qu'il s'agisse d'une fiction, certains membres des Musclés font part de faits réels. Ainsi, Framboisier évoque à Antoine Garnier sa naissance à Alger, et René Morizur raconte à Laly qu'il a accompagné Johnny Hallyday à l'occasion d'une tournée au Brésil.

- On peut noter l'absence de Christiane Ludot, qui joue pourtant le rôle récurrent de Marie Girard (femme de Roger et mère de Justine et Hélène) dans Premiers Baisers.

- On peut aussi noter l'absence de Rebecca Dreyfus, qui joue le rôle récurrent de Déborah Girard (nièce de Roger et Marie et cousine d'Hélène et Justine) dans Premiers Baisers. Pourtant lors de la création de Famille fou rire, Premiers Baisers en était à la période où Debbie était présente.

- Certaines séries d'AB Productions tournées ultérieurement mettront en scène d'autres personnages ayant pour nom de famille Girard ou Garnier (par exemple, Claire Garnier dans Les Filles d'à côté) sans qu'il soit pour autant évoqué un quelconque lien de parenté avec les membres de la Famille fou rire.

- Si ce programme est un cas exceptionnel, les événements au sein du Club Dorothée ont été multiples et variés. Entre autres, à l'occasion des vacances de la toussaint de l'année suivante le dimanche 30 octobre 1994 en lieu et place de l'émission Des millions de copains, TF1 mettait en avant les sitcoms AB en proposant aux téléspectateurs un bêtisier de chaque sitcom et du Club Dorothée.